# Erik Walli Walterholm
Erik Walli Walterholm, född 27 februari 1999 i Stockholm, är en svensk professionell ishockeyspelare som spelar för Timrå IK. Han hade dessförinnan spelat för Djurgårdens IF, SDE Hockey samt moderklubben Sollentuna HC.  Under säsongen 23/24 spelade han i Modo.